# فيليب دي روتشيلد
فيليب دي روتشيلد (بالفرنسية: Philippe de Rothschild)‏ هو شخصية أعمال ومنتج أفلام ومترجم وكاتب سيناريو فرنسي، ولد في 13 أبريل 1902 ، وتوفي في 20 يناير 1988 في باريس في فرنسا.

## وصلات خارجية
- فيليب دي روتشيلد على موقع DriverDB.com (الإنجليزية)
- فيليب دي روتشيلد على موقع أوليمبيديا (الإنجليزية)
- فيليب دي روتشيلد على موقع IMDb (الإنجليزية)
- فيليب دي روتشيلد على موقع مونزينجر (الألمانية)
- فيليب دي روتشيلد على موقع ألو سيني (الفرنسية)
- فيليب دي روتشيلد على موقع كينوبويسك (الروسية)